# Логоватое
Логоватое — село в Стародубском муниципальном округе Брянской области.

## География
Находится в южной части Брянской области на расстоянии приблизительно 9 км по прямой на запад-северо-запад от районного центра города Стародуб.

## История
Упоминалось с первой половины XVII века как владение шляхтича Бочканского, позднее магистратское село, с 1685 года — владение Хоминских. Действовала церковь Акафиста Пресвятой Богородицы (со второй половины XVII века до 1930-х годов, не сохранилась). В XVII—XVIII веках входило в 1-ю полковую сотню Стародубского полка. В середине XX века работали колхозы «Красный Октябрь», «Новый мир», «Новый крестьянин», позднее «50 лет Октября». В 1859 году здесь (село Стародубского уезда Черниговской губернии) было учтено 60 дворов, в 1892—153. В 1941 году здесь насчитывалось 218 дворов. До 2019 года входило в состав Каменского сельского поселения, с 2019 по 2020 год в состав Воронокского сельского поселения Стародубского района до упразднения последних.

## Население
Численность населения: 623 человека (1859 год), 1182 (1892), 333 человека в 2002 году (русские 100 %), 302 в 2010.